# اوکسانا میانکووا
اوکسانا میانکووا (بلاروسی: Аксана Мянькова؛ زادهٔ ۲۸ مارس ۱۹۸۲) پرتاب‌گر چکش زن اهل بلاروس است.
وی به دلیل مثبت اعلام شدن دوپینگ مدال طلا بازی‌های المپیک تابستانی ۲۰۰۸ را از دست داد.